# Terehî, Liuboml
Terehî (în ucraineană Тере́хи) este un sat în comuna Ștun din raionul Liuboml, regiunea Volînia, Ucraina.

## Demografie
Componența lingvistică a localității Terehî
     Ucraineană (98,17%)
     Rusă (1,83%)
Conform recensământului din 2001, majoritatea populației localității Terehî era vorbitoare de ucraineană (98,17%), existând în minoritate și vorbitori de rusă (1,83%).